# سن خوان د پایارا
سن خوان د پایارا (به اسپانیایی: San Juan de Payara) یک شهر در ونزوئلا است که در Pedro Camejo Municipality واقع شده‌است.